# Roman Brunner (Radsportler)
Roman Brunner (* 19. September 1935 in Zürich) ist ein ehemaliger Radsportler aus der Schweiz und nationaler Meister im Radsport.

## Sportliche Laufbahn
Brunner begann 1952 mit dem Radsport. 1954 qualifizierte er sich für die damalige A-Klasse der Amateure in der Schweiz. 1956 gewann er u. a. das Saisoneröffnungsrennen in Locarno und die Stausee-Rundfahrt Klingnau. Seinen grössten Erfolg errang er 1958 mit dem Sieg bei den nationalen Meisterschaften im Mannschaftszeitfahren mit seinem Verein RV Höngg. Seine besonderen Stärken lagen in Kriterien, bei denen er in den Jahren seiner radsportlichen Laufbahn mehrfach siegte und Podiumsplätze errang.